# Ducati 916 Monster
La 916 Monster S4 est une moto construite par Ducati.
Apparue en 2001, le Monster 916 S4 utilise le moteur Desmoquattro de la mythique Superbike 916. Pour supporter les 100 chevaux, le cadre provient de la ST4. Les freins et les suspensions ont été repensées. La largeur du pneu arrière a été portée à 180 mm, la maniabilité en pâtit, mais l'adhérence est meilleure. 

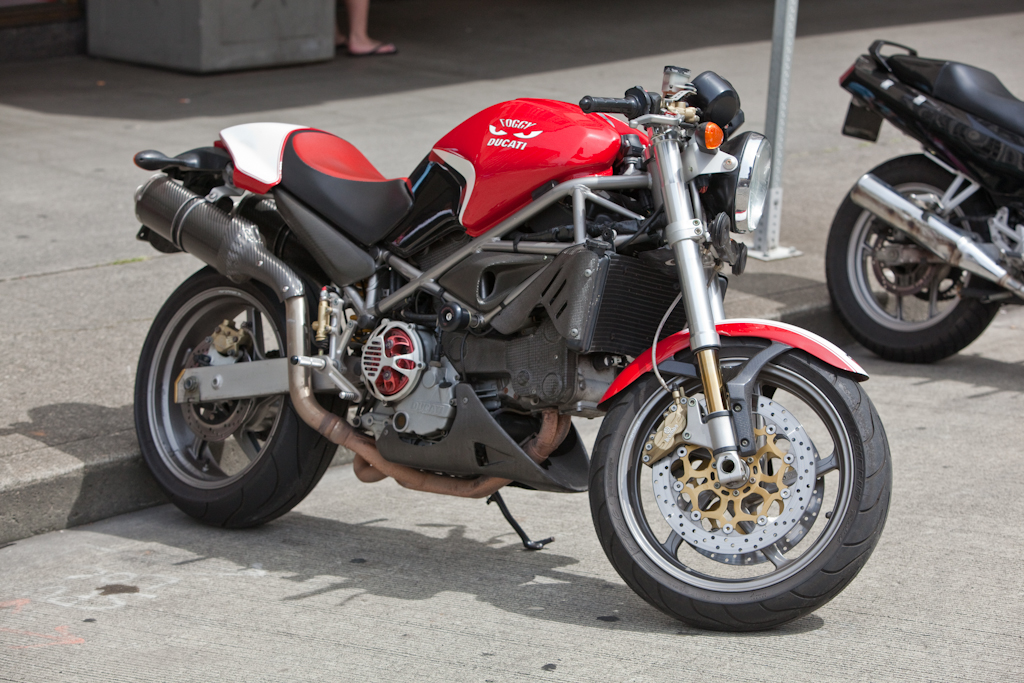
M916 S4 Foggy

M916 S4 Foggy : La Monster S4 est disponible avec une déco Carl Fogarty réplica, en série limitée à 300 exemplaires, au prix de 18 000 €. À l'instar de la 900 MHe ou de la 996R, l'achat de cette série spéciale ne pouvait se faire que sur le site Internet de la marque, à partir du 20 juin 2001.